# Fågelreven
Fågelreven, Nederlands: vogelrif, is een  eiland annex zandbank behorend tot de Lule-archipel. De archipel hoort bij Zweden. Het eiland ligt in de Rånefjärden. Het heeft geen oeververbinding en er is geen bebouwing.
Ågrundet · Alskäret · Avasjögrundet · Fågelreven · Flakaskäret · Fliggen · Furuholmen · Grangrundet · Granholmen · Hällholmen · Kilsgrundet · Köpmanholmen · Långholmen · Laxön · Laxögrundet · Lill-Kilholmen · Lönngrundet · Piltreven · Rödbergsgrunden · Sandviksreven · Skärgrundet · Skärgrundsflagan · Stor-Kilholmen · Stor-Lönngrundet · Troppen · Yttre Sandgrundet